# 28829 Abelsky
28829 Abelsky este un asteroid din centura principală de asteroizi.

## Descriere
28829 Abelsky este un asteroid din centura principală de asteroizi. A fost descoperit pe 7 mai 2000 la Socorro, New Mexico, în cadrul proiectului LINEAR. Asteroidul prezintă o orbită caracterizată de o semiaxă mare de 2,51 ua, o excentricitate de 0,18 și o înclinație de 3,9° în raport cu ecliptica.